# 穆古雷尔·塞姆丘克
穆古雷尔·塞姆丘克（羅馬尼亞語：Mugurel Semciuc，1998年1月24日—），罗马尼亚男子赛艇运动员。他曾代表罗马尼亚参加2020年夏季奥林匹克运动会赛艇比赛，获得男子四人单桨无舵手银牌。